# Fortificações de Nazaré
As Fortificações de Nazaré localizaram-se na ilha de Trindade, atual ilha de São Luís, no litoral do estado do Maranhão, no Brasil.

## História
Com a implantação do sistema de Capitanias hereditárias (1534), pela Coroa Portuguesa no Brasil, a costa do atual estado do Maranhão ficou dividida em dois lotes, o primeiro da altura do rio Gurupi à baía de Cumã, doado a João de Barros e a Aires da Cunha, e o segundo, da baía de Cumã até à foz do rio Paraíba, doada a Fernando Álvares de Andrade. Os três donatários, associados, organizaram uma frota de dez navios, transportando novecentos colonos e cem cavalos, para colonizar a região (1535).
Na altura da ilha de Trindade (atual São Luís), Aires da Cunha pereceu num naufrágio. Os demais colonos fundaram, na própria ilha, uma colônia com o nome de Nazaré, em Março de 1536. Para a sua defesa, foram erguidas três fortificações: uma à entrada da barra de Nazaré, outra na confluência dos rios Mearim e Pindaré, e uma terceira no curso do rio Pindaré, até onde era possível a navegação. O núcleo de povoamento foi abandonado, face à hostilidade dos Tupinambás, em meados de 1538 (ESCOBAR, s.d.:67).
Uma segunda expedição, com três naus e duas caravelas, comandada por Luís de Melo, naufragou nos baixios da barra, ao tentar atingir este núcleo (1554).